# Калмашка (притока Кирикмасу)
Калма́шка (рос. Калмашка) — річка в Каракулінському районі Удмуртії, Росія, ліва притока Кирикмаса.
Річка починається на південь від колишнього села Великі Калмаші. Протікає на північ з невеликим ухилом на північний захід. У середній течії протікає між стрімкими берегами. Впадає до Кирикмаса вище села Куюки.
На річці розташовані село Малі Калмаші та колишнє село Великі Калмаші. В селі Малі Калмаші збудовано автомобільний міст.